# H.I.E.L.O.
H.I.E.L.O. è un singolo del rapper argentino Duki, pubblicato il 5 marzo 2020.

## Tracce
1. H.I.E.L.O. – 3:13